# 赤鰭笛鯛
赤鰭笛鯛（學名：Lutjanus erythropterus）又稱紅鰭笛鯛，橫笛鯛，俗名紅雞仔、赤海雞、紅魚，為輻鰭魚綱笛鯛目笛鯛科的其中一種。

1835年的版印畫

## 分布
本魚分布於印度西太平洋區，包括模里西斯、塞席爾群島、馬爾地夫、阿曼灣、斯里蘭卡、印度、安達曼海、泰國、緬甸、馬來西亞、菲律賓、印尼、琉球群島、台灣、中國沿海、新幾內亞、馬里亞納群島、帛琉、密克羅尼西亞、馬紹爾群島、澳洲等海域。

## 深度
水深3至150公尺。

## 特徵
本魚體近橢圓形，背鰭無特別之延長軟條；側線上下方鱗列均斜走；背鰭軟條部後端鈍圓，其基底較其鰭高為長，前鰓蓋骨完整，由背鰭至眼及上頜有一暗色寬帶，尾柄上有一大型黑斑，斑之前後均有白邊。尾鰭截平或稍凹入。背鰭硬棘11枚、軟條12至14枚；臀鰭硬棘3枚、軟條8至9枚。側線鱗片數46至48枚。體長可達82公分。

## 生態
本魚棲息在岩石或珊瑚礁區等海域，或出現在河口區。屬於肉食性，以小魚或底棲生物為食。

## 經濟利用
屬於上等的食用魚，適合煮湯或煎食。另外也可做為觀賞魚。

## 外部連結
- 赤鰭笛鯛於 台灣魚類資料庫（页面存档备份，存于）